# 特拉夫涅韋 (杜布諾區)
50°25′22″N 26°4′25″E / 50.42278°N 26.07361°E
特拉夫涅韋（烏克蘭語：Травневе），是烏克蘭的村落，位於該國西北部羅夫諾州，由杜布諾區負責管轄，面積0.29平方公里，海拔高度249米，2001年人口151，人口密度每平方公里518.9人。